# Camberwell Now
Camberwell Now was een Engelse band uit het begin van de jaren tachtig. De groep was min of meer een voortzetting van This Heat, een experimentele band die in 1975 werd opgericht door Charles Bullen, Charles Hayward en Gareth Williams. This Heat maakte politiek geladen muziek die het midden hield tussen krautrock, post-punk en noise rock. De groep stopte daarmee in 1982 en Hayward (drums, keyboards, zang en tapes), Trefor Goronwy (bas, zang) en voormalig This-Heat-geluidsman Stephen Rickard (tape-manipulatie) richtten datzelfde jaar nog Camberwell Now op. De band maakte muziek in dezelfde geest als This Heat. De groep toerde regelmatig en werd in 1985 uitgebreid met Maria Lamburn, maar stopte ermee in 1987. Camberwell Now nam slechts één lp op, The Ghost Trade (1986), twee 12 inch-ep's (in 1983 en 1987) en nog wat losse opnamen. De meeste opnames werd in 1992 verzameld op de cd All's Well (RecRec Music).

## Discografie
Studioalbums
- 1986: The Ghost Trade

Ep's
- 1983: Meridian
- 1987: Greenfingers

Compilatiealbums
- 1992: All's Well